# Beugneux
Beugneux település Franciaországban, Aisne megyében. Lakosainak száma 117 fő (2022. január 1.). Beugneux Arcy-Sainte-Restitue, Bruyères-sur-Fère, Cramaille, Launoy, Oulchy-le-Château és Grand-Rozoy községekkel határos.

## Népesség
A település népességének változása:
| Lakosok száma | 97   | 92   | 75   | 116  | 110  | 109  | 111  | 110  | 110  | 117  |
|               | 1968 | 1982 | 1990 | 2006 | 2013 | 2015 | 2017 | 2019 | 2020 | 2022 |